# Morocelí
Morocelí est une municipalité du Honduras, située dans le département de El Paraíso. Elle est fondée en 1889. La municipalité de Morocelí comprend 15 villages et 98 hameaux.

## Crédit d'auteurs
- (en) Cet article est partiellement ou en totalité issu de l’article de Wikipédia en anglais intitulé « Morocelí » (voir la liste des auteurs).